# トヨタ・パッソ
パッソ（PASSO）は、ダイハツ工業が開発・生産し、トヨタ自動車が販売していたハッチバック型小型乗用車（コンパクトカー）。

## 概要
ストーリアのOEMであったデュエットの後継車にあたり、初代の発売時点ではトヨタが販売する最小の乗用車であった。
初代と2代目はダイハツと共同開発された。企画とマーケティングはトヨタが担当し、設計と開発や生産はダイハツが行った。本車型はOEMではなくトヨタがダイハツへ生産を委託しており、ダイハツのブーンはバッジエンジニアリングによる双子車だが車両型式と製造事業者は各々異なっていた。しかし、パッソのスマートエントリーはトヨタの「スマートエントリー&スタートシステム」ではなく、ダイハツの「キーフリーシステム」が搭載されており、ダイハツの存在はそこに現れていた。
3代目はブーンのOEMで、車両型式表記もダイハツ流で製造事業者もダイハツであり、当然ながらスマートエントリーも「キーフリーシステム」である。

## 初代 AC10型（2004年 - 2010年）
初代ヴィッツより短い全長ながら室内が広くなっている。ただし、前突時にパワートレインを逃がすため、前席床面が傾斜している。最小回転半径は一般的な軽自動車と同レベルの4.3mを実現し、取り回しの良さに優れる。フロアシフト・レバー式パーキングブレーキを採用しているヴィッツに対して、コラムシフト・足踏み式パーキングブレーキを採用しているため、運転席と助手席との間にバッグ等を置ける空間が生まれたほか、ダッシュボードにも財布・携帯電話などの小物を収納できるスペースがあるなど、より女性ユーザーを意識した造りとなっている（一般的に女性は服のポケットに小物を入れず、バッグに入れて持ち歩くことが多いため）。
翌年に発表された2代目ヴィッツが5ナンバーサイズぎりぎりの全幅1,695mmに拡大されたため、車幅がそれより30mm狭いパッソがトヨタ車のエントリーモデルとしての地位をヴィッツから受け継いだ形となっている。ダイハツからは「ブーン」として発売されている。
エンジンは新開発のダイハツ製1KR-FE型直列3気筒DOHC12バルブ989cc自然吸気エンジン（FF・4WD）、ダイハツ製K3-VE型直列4気筒DOHC16バルブ1,297cc自然吸気エンジン（FF） になる。
トランスミッションは全てコラムシフトの4速ATとなる。なおカスタマイズカーのTRD Sports Mは、フロアシフト4速ATと5速MTが設定される。

### 年表

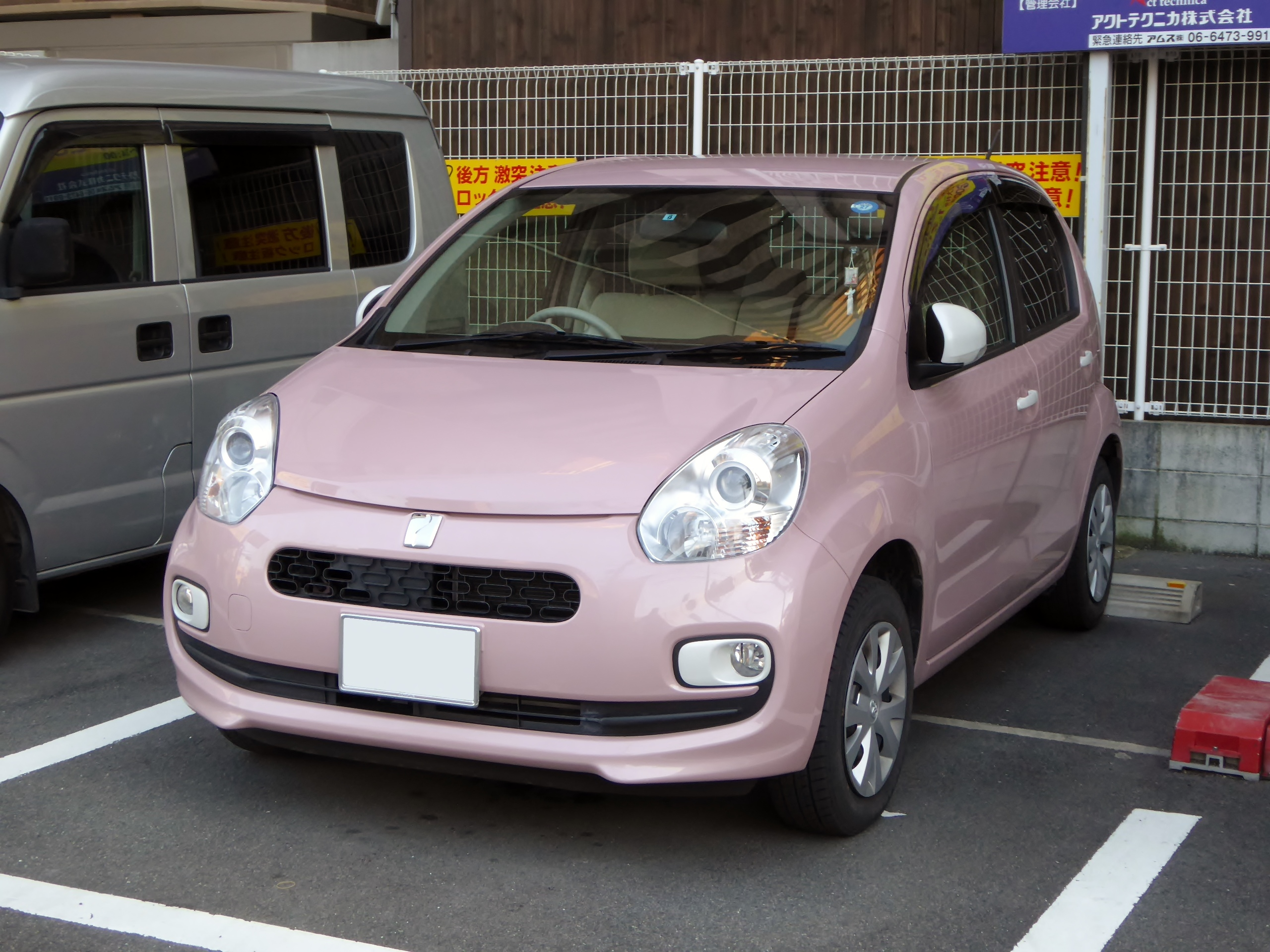
後期型 +Hana フロント
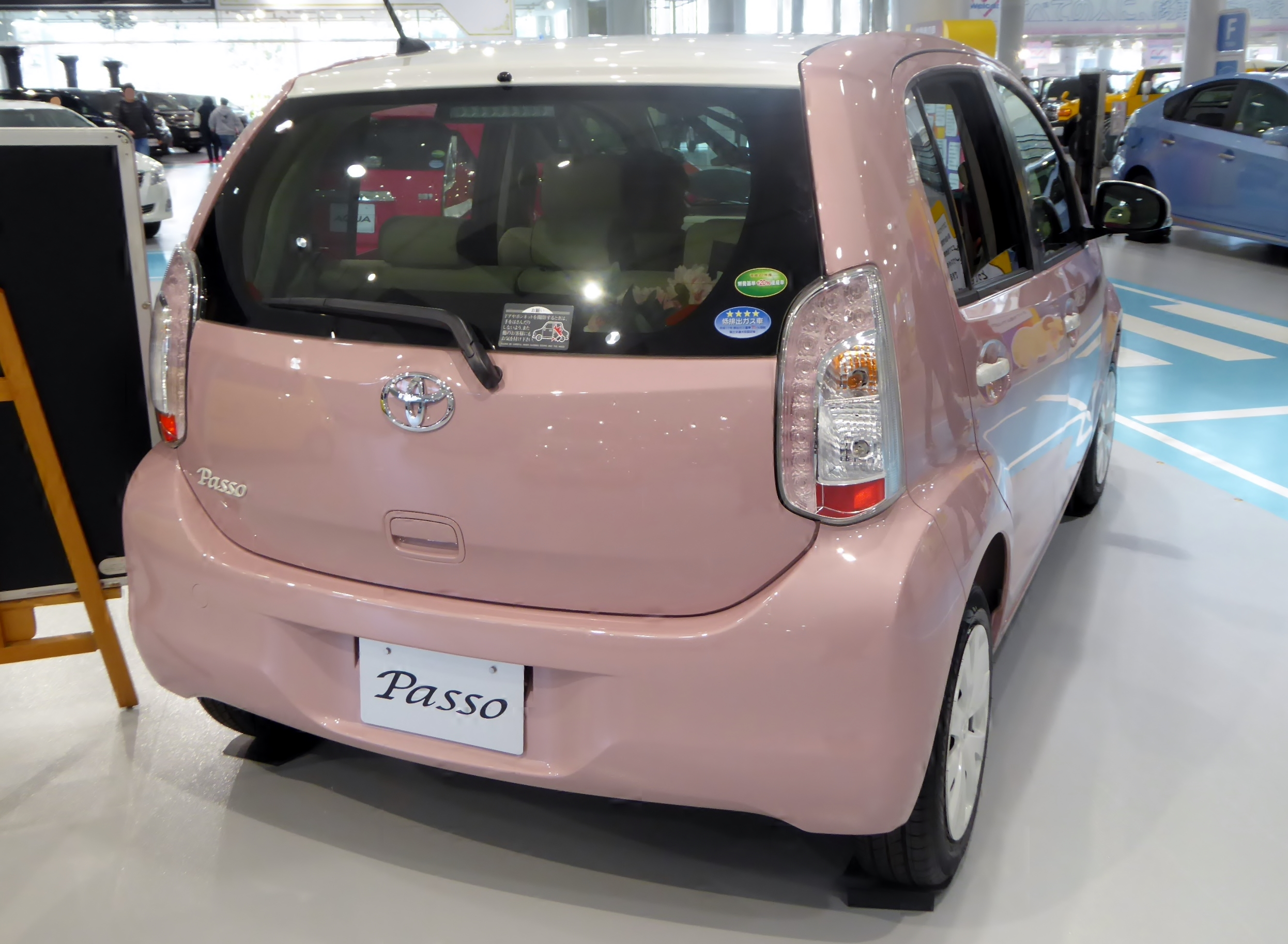
後期型 +Hana リア
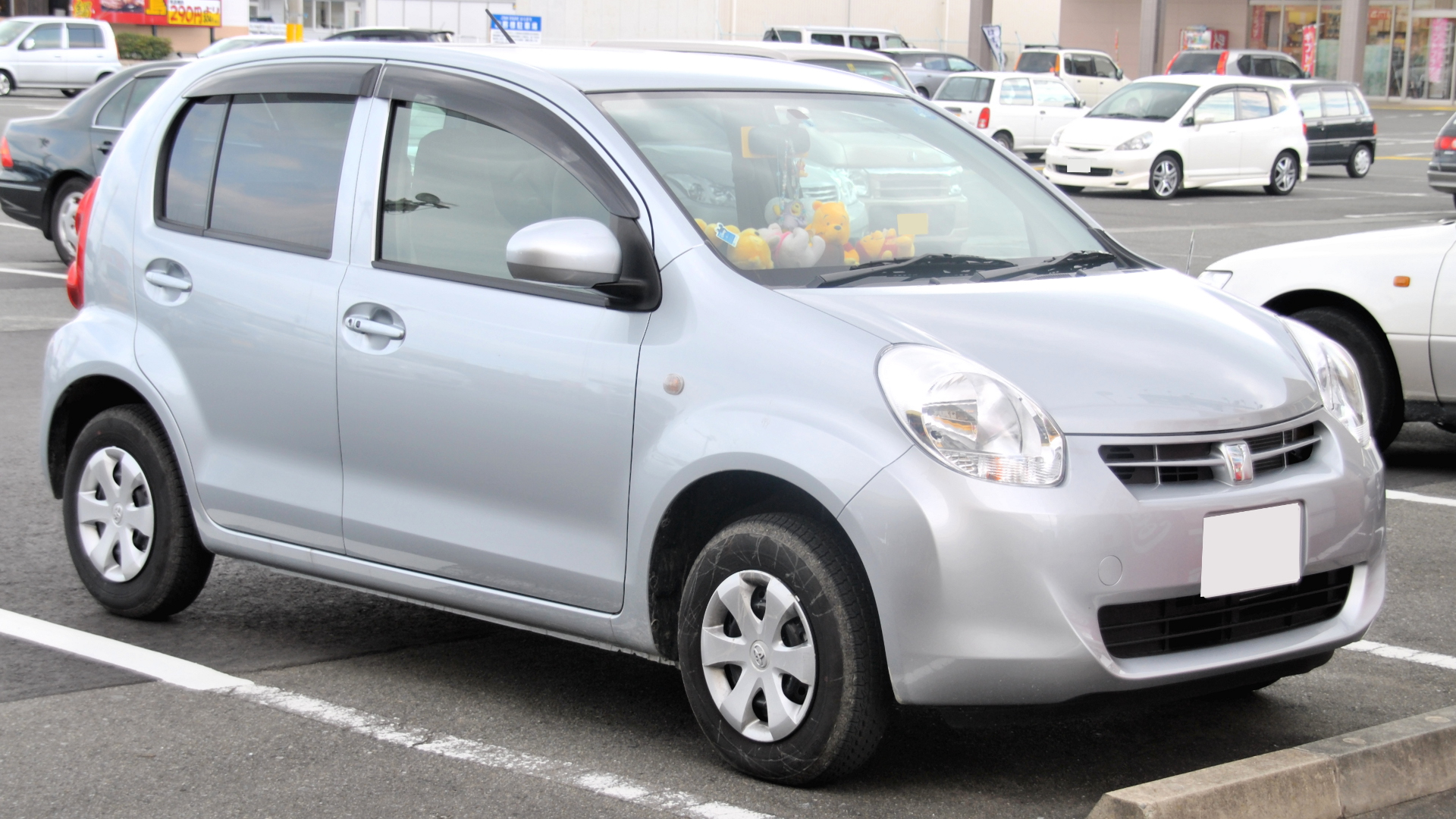
前期型 フロント
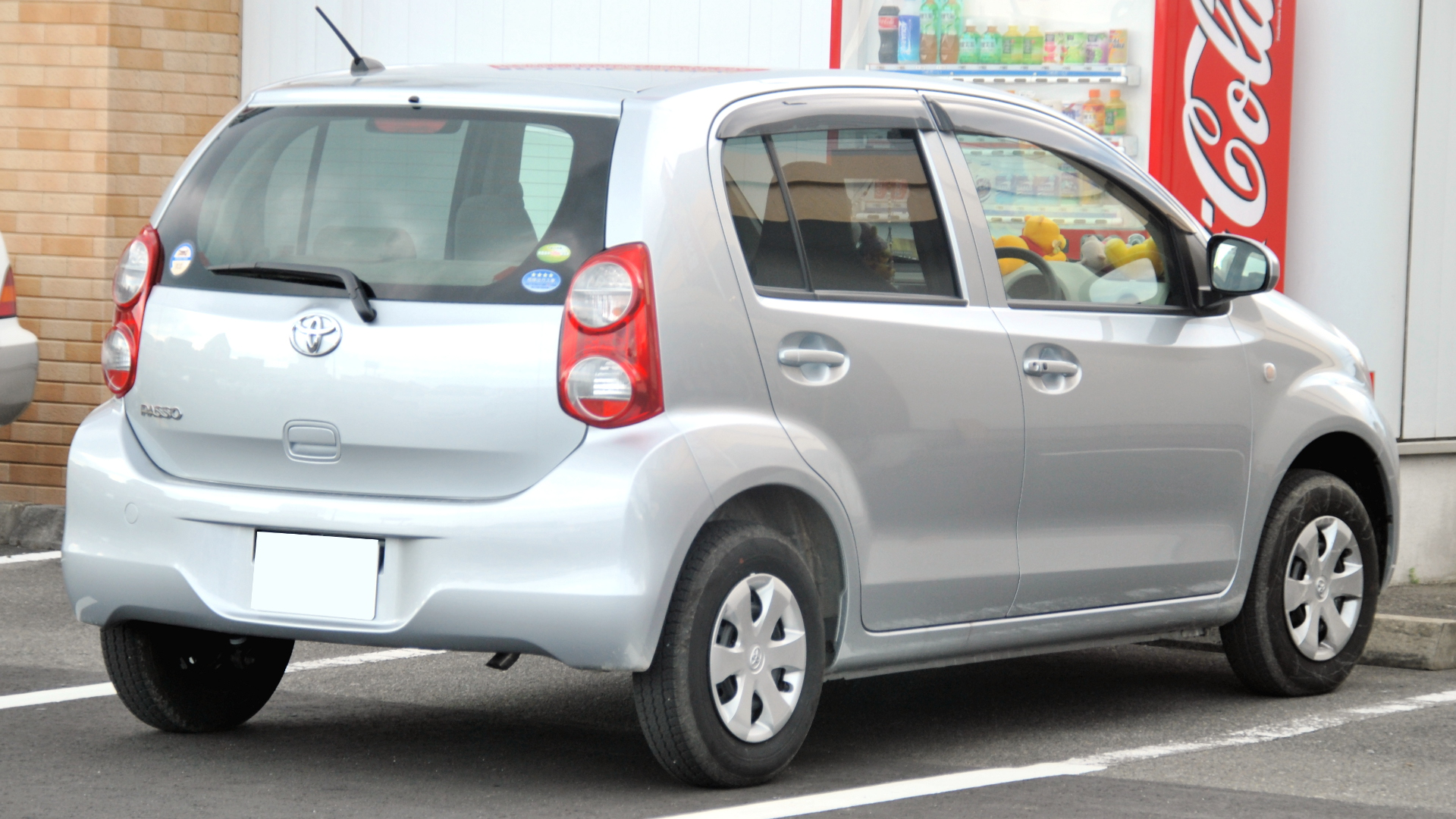
前期型 リア
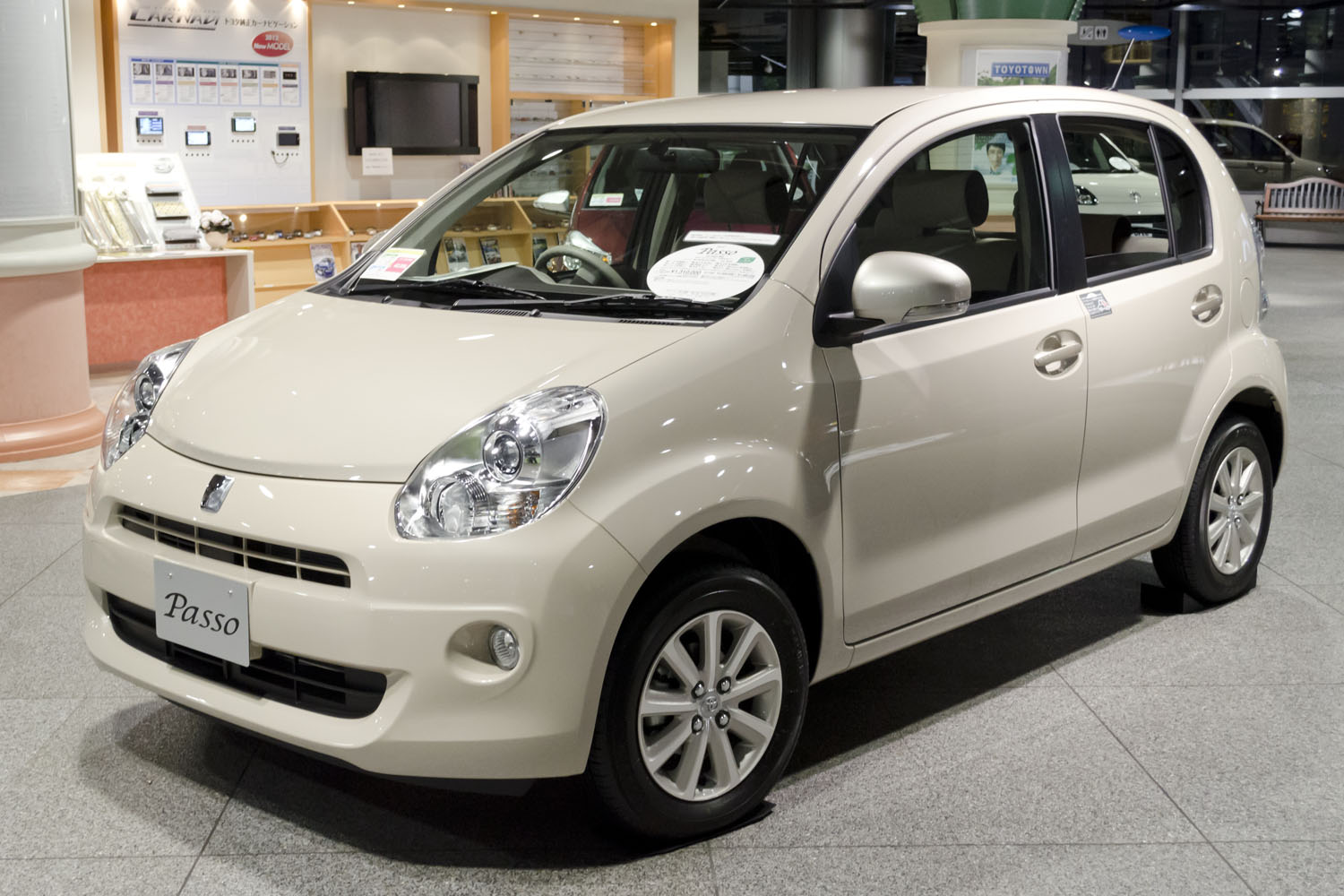
前期型 +Hana フロント
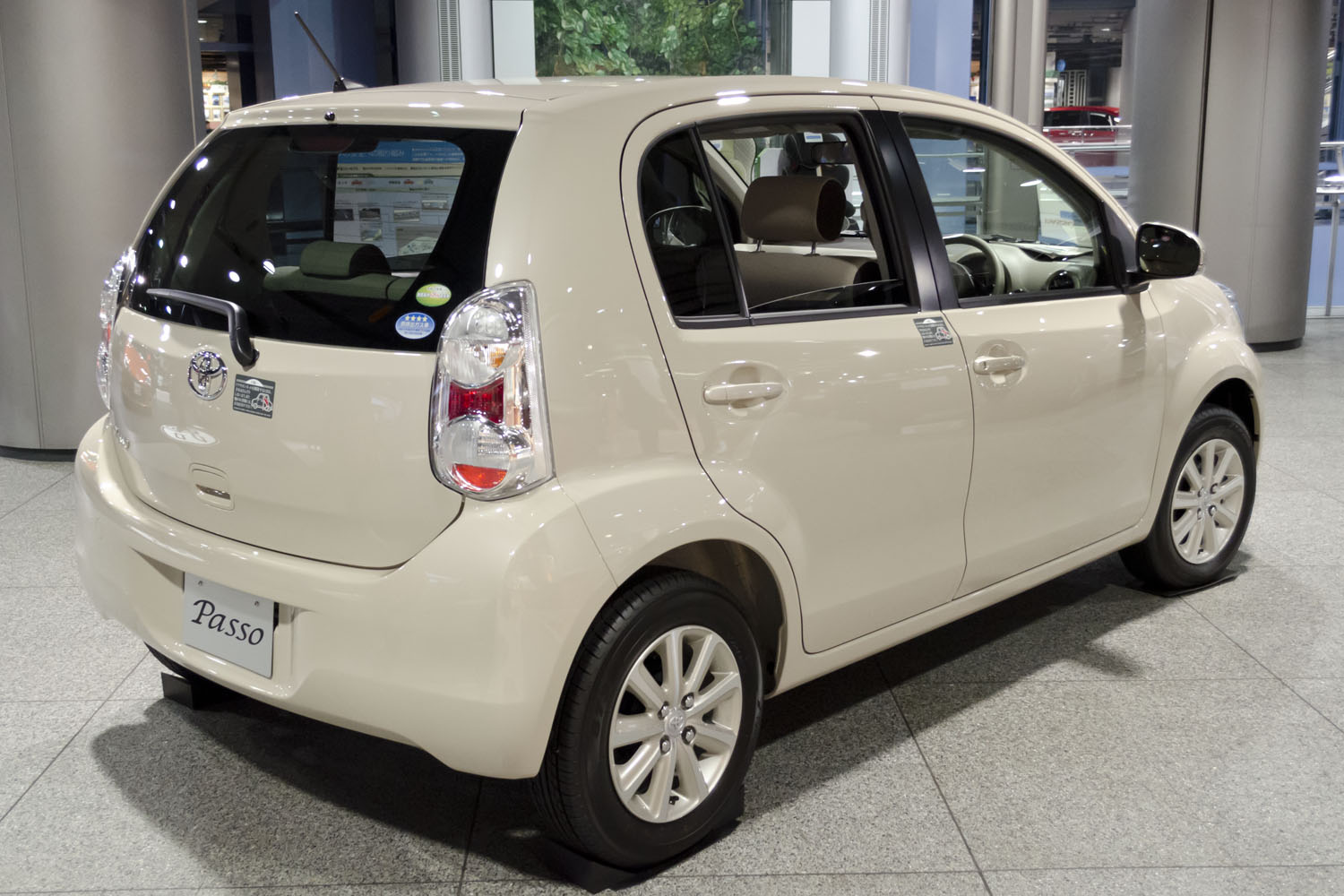
前期型 +Hana リア
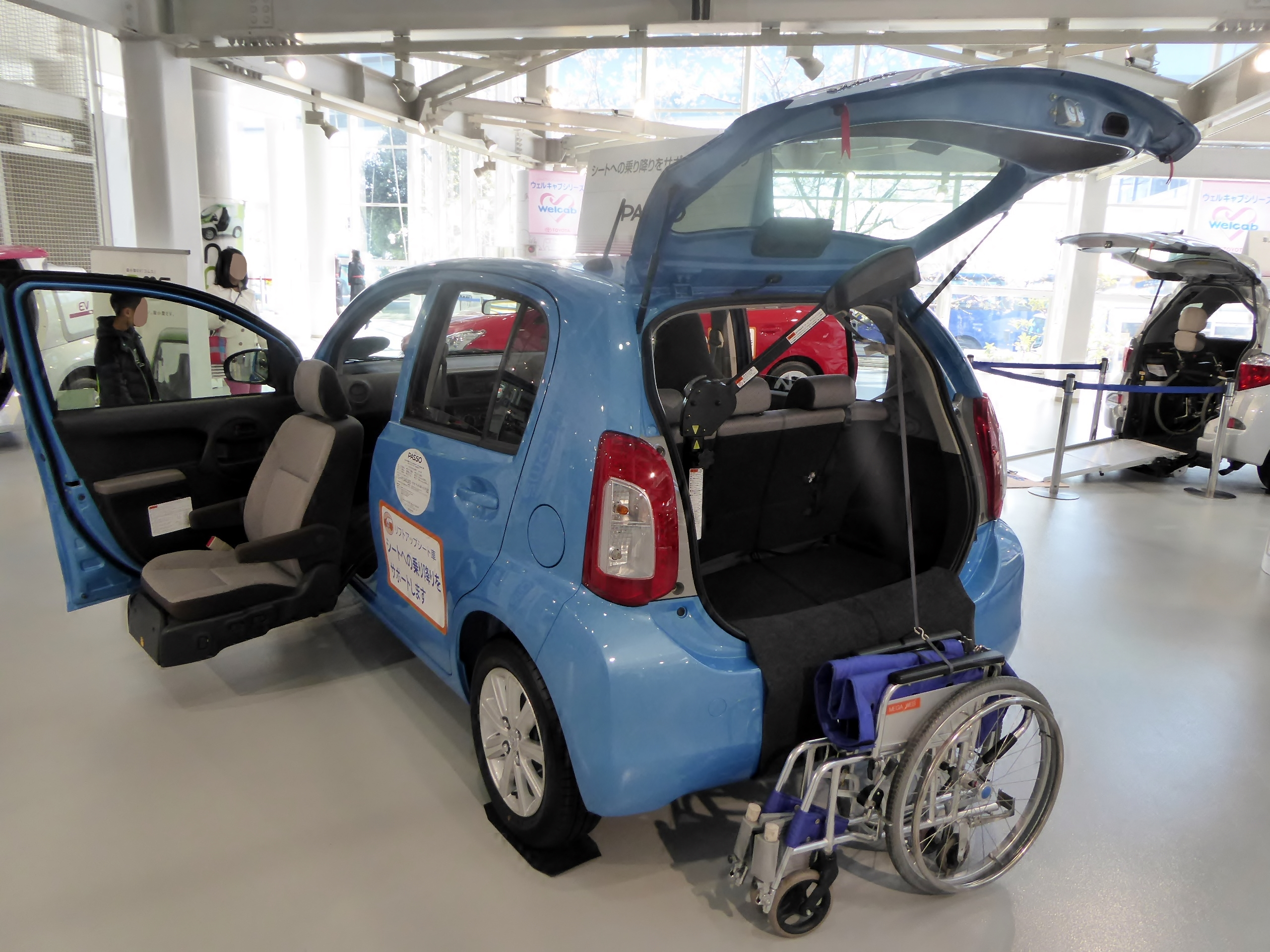
助手席リフトアップシート車

- 2004年（平成16年）
  - 6月7日 - 初代パッソ発売。
    - キャッチフレーズは「プチトヨタ」で、CMキャラクターに吹石一恵を起用。型式は 1.0 L・2WD車がKGC10型[注 2]、1.0 L・4WD車がKGC15型、1.3 L車がQNC10型となる。発売から1か月間の受注台数は月販目標（7,000台）の約3.5倍を超える約2万5,000台となり、好調な立ち上がりを見せた。

  - 12月13日 - 1.3 L車にスポーティーな外内装を採用した「Racy（レーシー）」を追加。
- 2005年（平成17年）
  - 4月27日 - 特別仕様車「X HID Limited」を発売。
    - 「1.0X」をベースに、ディスチャージヘッドランプ・電動格納式リモコンカラードドアミラー・運転席シート上下アジャスター・プラズマクラスター・ルーフアンテナ（可倒式）を装備し、グレーの専用シート表皮を採用。ボディカラーにブラックマイカメタリックを追加設定した。

  - 12月5日 - 一部改良。
    - ボディカラーのブラックマイカメタリックを拡大設定したほか、キーフリーシステムの電子カードキーの防水化、フロントシートのヘッドレストのデザイン変更、ディスチャージヘッドランプにオートレベリング機能、ハロゲンヘッドランプにマニュアルレベリング機能をそれぞれ追加した。特別仕様車の「X HID Limited」に、車内を清潔に保つプラズマクラスター（シャープの登録商標）を追加するなど、改良を行った。
- 2006年（平成18年）
  - 6月5日 - 特別仕様車「X Advanced Edition」を発売。
    - 「1.0X」をベースに、オートレベリング機能付ディスチャージヘッドランプとSRSサイドエアバッグ（運転席・助手席）&SRSカーテンシールドエアバッグ（前後席）を装備し、「予防安全」と「衝突安全」の視点から安全装備を充実した。

  - 12月25日 - マイナーチェンジ。CMキャラクターは加藤ローサに変更された[注 3]。
    - フロントバンパー・グリル及びリアコンビネーションランプ（「Racy」を除く）のデザインを変更し、ボディカラーを3色追加。電動格納式リモコンカラードドアミラーを「X」にも設定を拡大し、「F Package」と「Racy」にサイドターンランプ付電動格納式リモコンカラードドアミラーを標準装備。内装もシート表皮やインパネデザインを変更すると共に、「F Package」にセンターアームレスト付フロントベンチシートを採用、「G」・「G F Package」・「Racy」にスイッチ照明を追加したほか、「F Package」のオーディオにメモリー機能内蔵でCDから最大約11時間録音ができるミュージックサーバー（CD・FM/AMラジオ・メモリー機能付）を設定。1.0 L・2WD車は燃費向上により「平成22年度燃費基準+20%」を達成し、2009年4月から施行された「環境対応車 普及促進税制」にも適合。スポーティグレードの「Racy」に新たに1.0 Lを設定した。特別仕様車の「X Advanced Edition」に、車内を清潔に保つプラズマクラスター（シャープの登録商標）を追加した。
- 2008年（平成20年）
  - 2月19日 - 特別仕様車「X プチトマコレクション」・「G プチトマコレクション」を発売。
    - 1.0X・1.0Gをベースに、「F Package」の装備に加え、外装にプチトマトをイメージしたステッカーをバックドア・フューエルリッドに装着し、ホワイトホイールキャップを採用。内装にシート表皮・フロアマットにプチトマト柄をあしらえ、レッドセンタークラスター&ホワイトダイヤルを採用するなど、「プチトマト」の可愛らしい世界を表現した仕様である。
    - 11月 - 仕様変更。「X」・「G」のボディカラーに「シャンパンゴールドメタリック」を追加。
    - 12月25日 - 7人乗り仕様の派生車「パッソセッテ」を発売。
- 2009年（平成21年）4月28日 - 特別仕様車「X irodori」を発売。
  - 「X」をベースに、フロントベンチシート（センターアームレスト付）・運転席シート上下アジャスター（シートリフター）・助手席シートアンダートレイ&バックポケット（ティッシュポケット付）・クッションパッド（ファブリック）を装備しながらも、オーディオレス仕様としたことで2WD車で税込100万円の価格設定とした。ボディカラーは特別色のラベンダーメタリックオパールを含む全11色を設定し、内装色にダークグレー/グレージュ、ダークグレー/グレーの2色、シート色もダークグレー・クリームの2色を用意した。
- 2010年（平成22年）
  - 1月[2] - 生産終了。在庫対応分のみの販売となる。
  - 2月 - 2代目と入れ替わる形で販売終了。

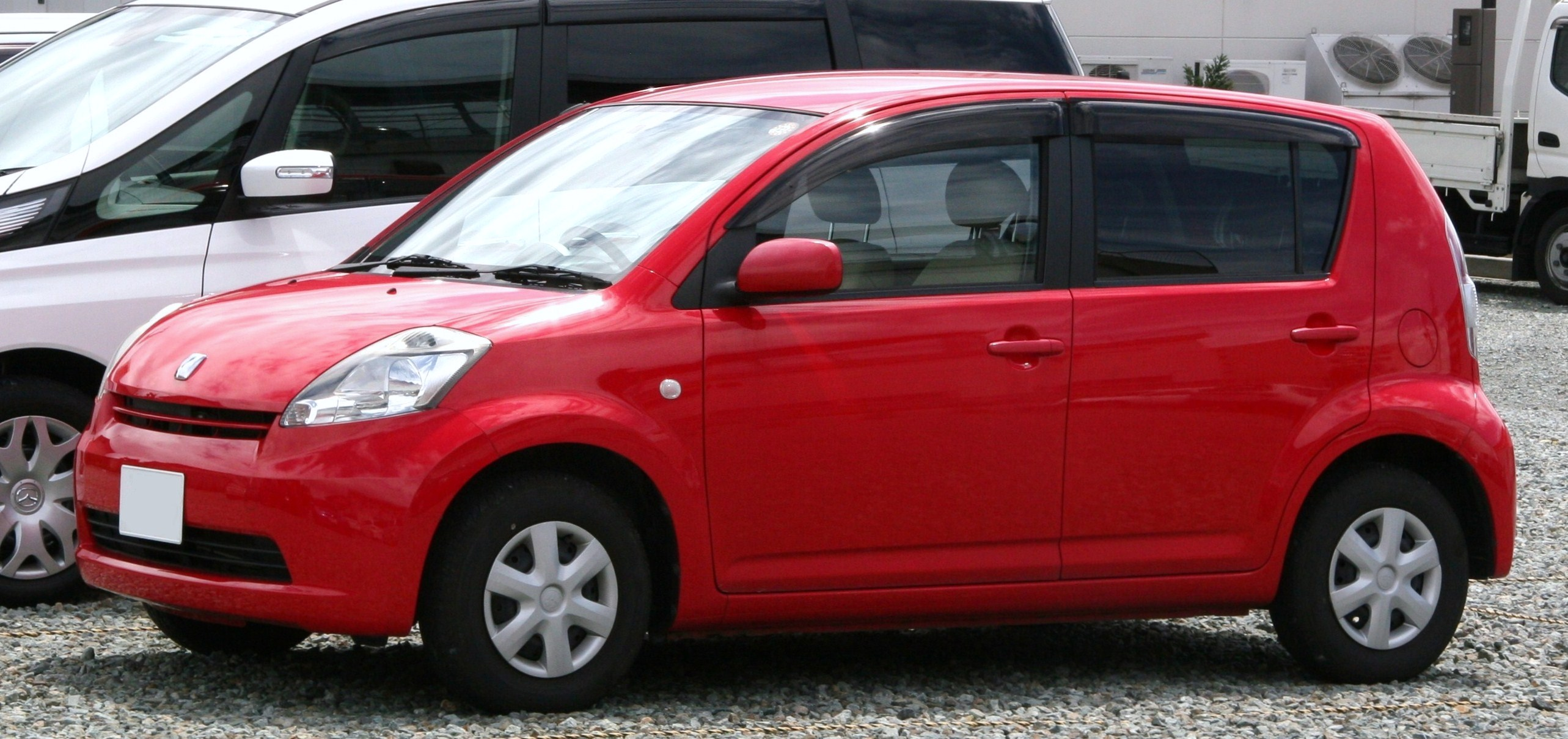
前期型（2004年6月-2006年12月）
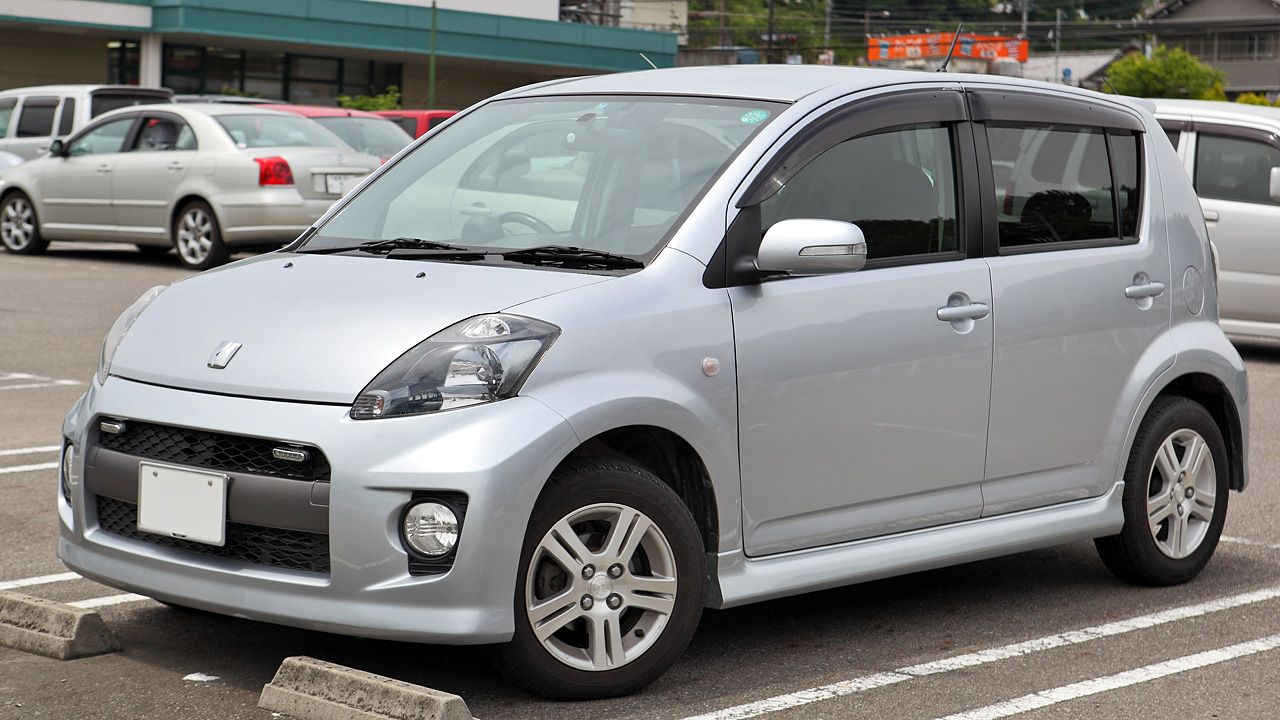
スポーティグレード「Racy」 フロント
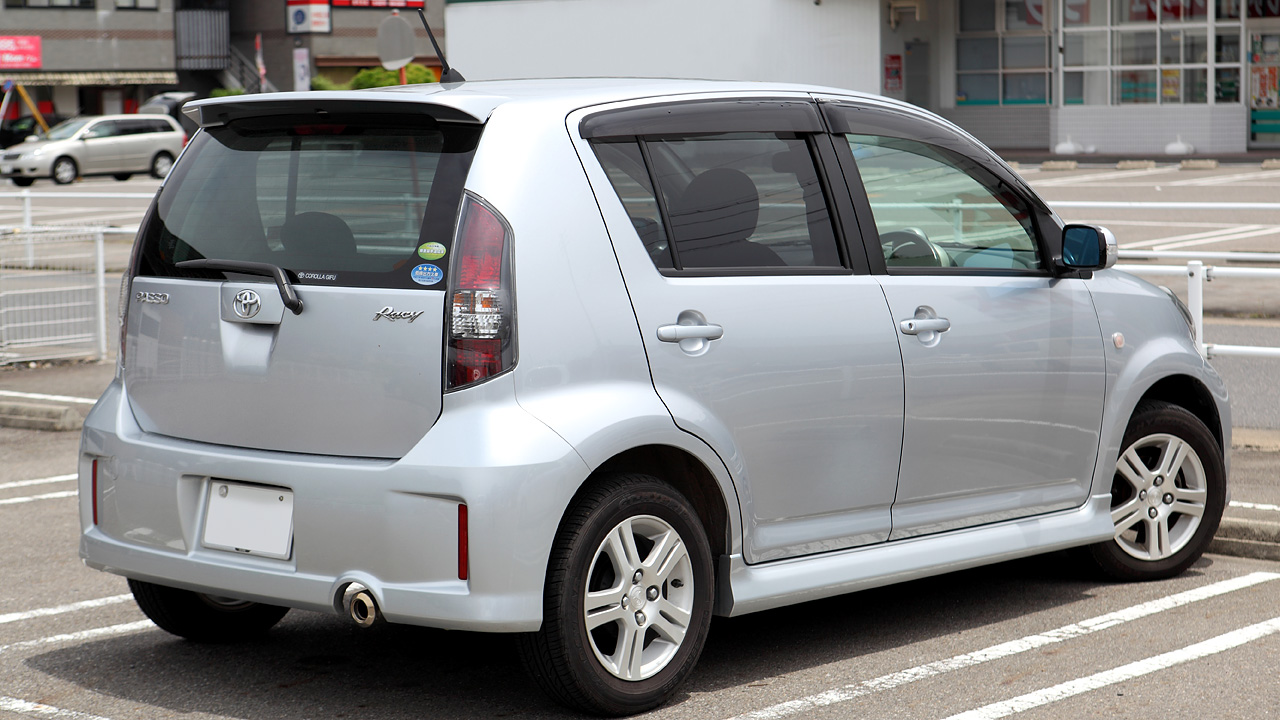
スポーティグレード「Racy」 リア
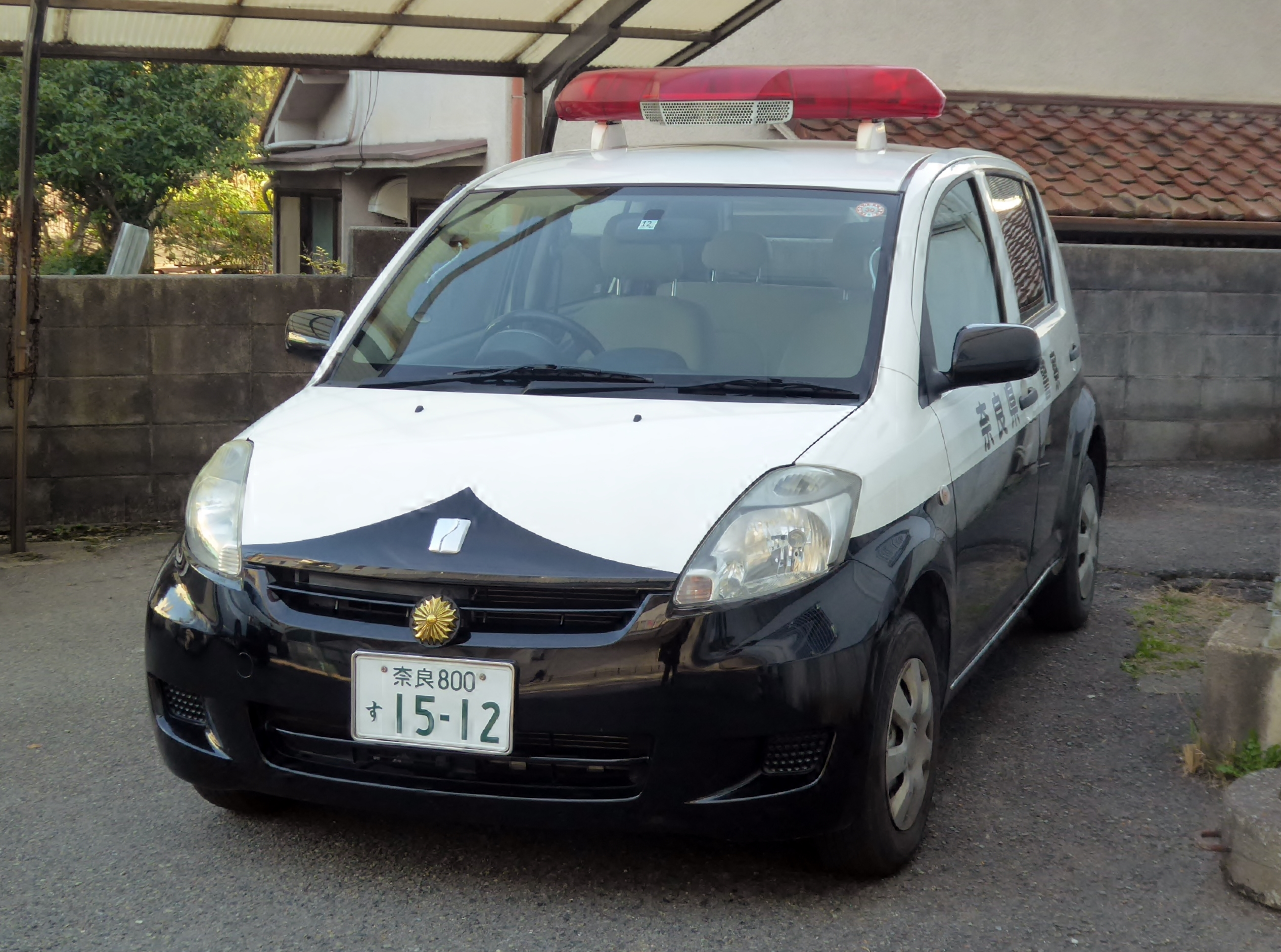
初代パッソはミニパトにも採用された。

に

## 2代目 AC30型（2010年 - 2016年）
発売から約5年半の時を経て、初のフルモデルチェンジを実施。商品企画の段階から女性スタッフが中心となって、女性目線でのクルマ造りに取り組んだ。 
初代はモデル末期でも月に平均5000台以上売れた人気車であったため、基本的に2代目もキープコンセプトで造られており、プラットフォームもホイールベースも初代とほぼ同じである。エントリーモデルであるこのクラスは年々拡大傾向にあった車幅も先代と同じ寸法に据え置かれている。月間販売目標は6,500台（前期型での場合。後述する後期型の月間販売目標は4,500台）と発表された。 
今回は気取らないシンプルなデザインの中に安心感や親しみやすさを追及したノーマルタイプの「パッソ」、専用フロントバンパーやシャンパン塗装のアウトサイドドアハンドルやドアミラー・専用書体エンブレム・クリアタイプのリヤコンビネーションレンズなどを採用し、上質感を追求した「パッソ+Hana（プラス ハナ）」（以下+Hana）の2タイプを用意した。ボディカラーに「ウグイスメタリック」や「キナコメタリック」「ユキ」「アズキマイカ」など親しみ感溢れる名称を設定。内装色は2タイプで異なり、「パッソ」はベージュ系の「キナリ」を、「+Hana」はブラウン系の「チョコ」をそれぞれ採用。「+Hana」はフロントベンチシートを採用している。快適装備としてパナソニック電工（現・パナソニック）製の「ナノイードライブシャワー」を用意する（販売店装着オプション、全グレードに設定）。
フロントピラーの形状を見直して細く見せ、ヒップポイントを10mm上げてベルトラインを低く設定したことでより良好な視界を確保した。最小回転半径は4.3m（13インチタイヤ装着時）と取り回しの良さを継承した他、助手席リバース連動ドアミラー（1.0X L Package、1.3Gに標準装備）やバックモニター（1.0 V Packageを除く全グレードにメーカーオプション設定）も用意し、運転のしやすさにも配慮した。
エンジンは、1.0L車は1KR-FE型を継続採用、1.3L車はDUAL VVT-iを搭載した1NR-FE型に変更された。全グレードのトランスミッションをCVTに変更したことで燃費を向上、1.0L・2WD車は「平成22年度燃費基準+25%」および「平成27年度燃費基準」を同時にクリア。1.3L車も「平成22年度燃費基準+15%」を達成した。エンジン出力やブレーキを自動制御するVSCと発進・加速時の駆動時の空転を抑え、適切な稼動力を確保し、アクセル操作を容易にするTRCを組み合わせたVSC & TRCも用意された（「1.0X V Package」を除く全グレードにメーカーオプション設定）。この代より電子制御スロットルが採用された。
グレード体系は「1.0X」・「1.3G」・「1.0/1.3+Hana」の3グレードだが、「1.0X」は一部装備を簡略化したオーディオレス仕様の「V Package」（2WDのみ）とキーフリーシステムなどを装備した上級仕様の「L Package」を設定。「1.0+Hana」にもオーディオレス仕様の「C Package」（2WDのみ）を設定した。先代に存在していたスポーティーグレードの「1.0Racy」および「1.3Racy」、カスタマイズカーの「TRD Sports M」は何れも廃止となった。

### 年表
- 2010年（平成22年）
  - 2月15日 - フルモデルチェンジし、同日より販売開始。
    - キャッチフレーズは「NEW プチトヨタ」で、CMキャラクターは仲里依紗、森三中が起用された。メディア向けの発表会は大規模リコール問題を受けて自粛となった。

  - 5月 - 1.0L 1KR-FE車において、低速加速時や後退時などにエンジンストールするおそれがあるとして、自主改修を発表。原因は、燃費改善のためにアイドリング時のエンジン回転数を下げたことであると発表されている[4]。
  - 9月29日 - 一部改良および特別仕様車「1.0X Yururi（ユルリ）」を発売。
    - 「+Hana（Cパッケージを含む）」にイモビライザー機能付キーフリーシステムのオプション設定を追加した。
    - 特別仕様車「1.0X Yururi」は「1.0X」をベースに、前席にベンチシート（センターアームレスト・アクティブヘッドレスト付）を採用するとともに、イモビライザー機能付キーフリーシステム・リアワイパー・助手席シートアンダートレイ・運転席シート上下アジャスター・6:4分割可倒リアシート（リクライニング機構付）を装備し、使い勝手の良さを高めた。ボディカラーは「+Hana」専用の「アズキマイカ」を含む9色を設定。
- 2011年（平成23年）5月20日 - トヨタカローラ店チャネル創立50周年を記念した特別仕様車「1.0+Hana Apricot Collection」を発表（同年6月8日販売開始）。
  - 「1.0+Hana」をベースに、アームレストポケット付フロントセンターアームレスト・ドアトリムオーナメント・パワーウインドウスイッチベース・買い物フックに専用アプリコットカラー（淡いオレンジ系）加飾を、インサイドドアハンドルとレジスターリングに専用チョコカラー加飾をそれぞれ施し、チョコモノトーンシート・アプリコットカラーパイピング入り専用シート表皮を採用。キーフリーシステムと盗難防止システム（エンジンイモビライザーシステム）を装備し、おしゃれでかわいいだけでなく、機能面も充実させた。
- 2012年（平成24年）6月27日 - 一部改良および特別仕様車「1.0X Kutsurogi（クツロギ）」を発売。
  - トランスミッション等の各種部品のフリクション低減により燃費を向上。1.0L・2WD車は新たにアイドリングストップ機構「Toyota Stop & Start System」（SMART STOP）[注 9]をオプション設定[注 10]に追加。この仕様は更なる燃費向上により、「平成27年度燃費基準+10%」を達成した。
  - 特別仕様車「1.0X Kutsurogi」は「1.0X」をベースに、内装色にブラウニーを特別設定し、スーパーUVカットガラス（フロントドア）を装備した。ボディカラーは特別設定色のヒスイパールメタリック[注 11]を含む10色を設定した。
- 2014年（平成26年）4月14日 - マイナーチェンジ[5]。キャッチフレーズは「ハートを磨け!」で、CMキャラクターに、TOYOTOWNのドラえもんシリーズから、源しずか役の水川あさみ、野比のび太役の妻夫木聡を起用。また、CMソングとして一青窈の「ハナミズキ」が使用された。
  - 1.0L車に搭載されている1KR-FE型を改良し、圧縮比の向上、低フリクション化、バルブタイミングの最適化を図り、クールドEGRやエキゾーストマニホールド一体型シリンダーヘッドの採用により熱効率を最大化。減速エネルギーをバッテリーにためる回生機能の強化や空力性能の改善を行い、これまで1.0L・2WD車にてオプション設定となっていた「Toyota Stop & Start System」を、停車前車速約9km/h以下でエンジンを停止するように改良したうえで「1.0X "V Package"」を除いて標準装備化。これらにより1.0L・2WD車はJC08モード燃費を6.4km/L向上（21.2km/L → 27.6km/L）したことで「平成27年度燃費基準+20%」を達成。1.0L・4WD車も燃費を向上して「平成27年度燃費基準」を達成した。
  - ノーマルタイプ（「1.0X」・「1.3G」）はボディカラーの発売当初から設定されていた「ソーダメタリックオパール[注 12]」・「アカリマイカメタリック[注 13]」と入れ替えで「ルリマイカメタリック[注 14]」と2012年6月発売の特別仕様車「1.0X Kutsurogi」の特別設定色だった「ヒスイパールメタリック」[注 15]を追加するとともに、「+Hana」専用色だった「アズキマイカ[注 16]」をノーマルタイプにも拡大適応して全10色としたほか、内装色をモカに変更し、ヒーターコントロールパネルやメーター文字盤をブラウンで統一するなど落ち着きのある印象とした。ベンチシートを「1.0X"V Package"」を除く全グレードに継続採用し、「1.3G」はインサイドドアハンドル、センターレジスターノブ、シフトノブにめっき加飾を施した。
  - 「+Hana」はリアコンビネーションランプのインナーレンズをクリアピンクに変更し、ドアミラー・アウトサイドドアハンドル・フォグランプベゼルに「シンジュパールマイカ」を採用。ボディカラーはノーマルタイプ同様に「ソーダメタリックオパール」と「アカリマイカメタリック」を入れ替える代わりに、「+Hana」専用色の「サクラパールマイカ:メーカーオプション。ピクシススペースに設定されている「ムースピンクパール」と同一色（ダイハツではココア、ムーヴコンテに設定）。」を追加し、「サクラパールマイカ」・「ウグイスメタリック」・「スミレメタリックオパール」はルーフ・ホイールキャップ（アルミホイール装着車を除く）・リヤエンブレムにシンジュパールマイカ塗装を施した専用の2トーンカラー（サクラミックス・ウグイスミックス・スミレミックス）をオプション設定した。内装色はエボニーブラウンに変更し、マニュアルエアコン&ダイヤル式ヒーターコントロールパネルとメーター文字盤にシルキーゴールドとブラウンを組み合わせたメリハリのある配色とし、メーター文字盤や左右のエアコン吹き出し口周りにピンクゴールドの加飾を施した。
  - その他、全車にVSC&TRCや緊急ブレーキシグナルを標準装備し、オート電動格納式ドアミラー（1.3L車に標準装備、「1.0+Hana」は盗難防止システム（エンジンイモビライザーシステム）とキーフリーシステムとのセットでオプション設定）やスーパーUVカット･IRカット機能付フロントドアガラス（「1.0X"V Package"」・「1.0X」・「1.0+Hana"C Package"」を除く全車に標準装備）を新たに採用して快適性能を向上。「1.0X」と「1.0+Hana」は、上級仕様の「G Package」を新設した（「1.0X」は「L Package」の装備内容に加え、オーディオ (AM/FM・CD)、リア2スピーカーを追加し、フロントグリル・インサイドドアハンドル・センターレジスターノブ・シフトノブにメッキ加飾を施し、ドアミラーはオート電動格納式に、エアコンはオートエアコン&プッシュ式ヒーターコントロールパネルにそれぞれグレードアップ。「1.0+Hana」は標準仕様の装備内容に加えてアルミホイール・盗難防止システム・キーフリーシステム・リアスピーカーを追加し、ドアミラーはオート電動格納式にグレードアップ）。一部グレードに設定されていたメーカーオプションのHDDナビゲーションシステム（2代目・前期型ラクティスなどに設定されているものと同一）は、ディーラーオプションのナビゲーションに対応したバックカメラのメーカーオプション設定で代替することで廃止となった（オーディオ（CD+FM/AM）は従来通り「1.0X"V Package"」を除く全グレードでメーカーオプション設定又は標準装備される）。
- 2015年（平成27年）3月31日 - 特別仕様車「1.0X"L Package・Kiriri（キリリ）"」を発表（翌4月1日販売開始）[6]。
  - 「X」をベースに、「L Package」の装備内容に加え、フロントにメッキ加飾を施したほか、内装色に特別色のブラックを設定し、ファブリックシート表皮（ジャガード織物+シルバーパイピング）を採用。インサイドドアハンドルやセンターレジスターノブなどにメッキ加飾を施し、マルチリフレクターディスチャージヘッドランプ、オート電動格納式リモコンドアミラー、花粉除去モード付オートエアコンなども装備。ボディカラーに特別設定色の「グンジョウパールクリスタルシャイン[注 17]」を含む11色を設定した。
- 2016年（平成28年）
  - 3月[7] - 生産終了。在庫対応分のみの販売となる。
  - 4月 - 3代目と入れ替わって販売終了。

- 後期型 +Hana フロント
- 後期型 +Hana リア
- 前期型 フロント
- 前期型 リア
- 前期型 +Hana フロント
- 前期型 +Hana リア
- 助手席リフトアップシート車

## 3代目 M700A型（2016年 - 2023年）
約6年ぶりのモデルチェンジとなる3代目は「街乗りスマートコンパクト」をコンセプトに開発。2代目まで設定されていた1.3Lモデルが廃止となり、1.0Lモデルのみの設定となった。この代はダイハツが開発から生産まで一貫して担当しているため、同日にフルモデルチェンジされたブーンのOEM車種となり、車種間の差異はエンブレム類やグレード名称程度となった。フロントのエンブレムは先代までの専用エンブレムからトヨタのCIマークに変更された。
ノーマル（オリジナル）モデルはグレード体系を「X」に集約するとともに、フロントグリルを大型化し、バンパー下部は低重心に構えた八の字型の台形シルエットを組み合わせたフロントフェイスとなり、サイドはキャビンを包み込むキャラクターラインを配した。
先代に設定されていた「+Hana」は廃止され、その代わりに新グレードの「MODA（モーダ）」が発売された。「MODA」はサテンメッキを施した専用フロントグリルを採用し、フロントピラーやセンターピラーをブラックアウト化し、更にタコメーターを標準装備化（ちなみにノーマルモデルは全車タコメーターは非装備）。LEDのロー&ハイビームとリング状に点灯するクリアランスランプで構成されたBi-Beam LEDヘッドランプ（ブーンでのBi-Angle LEDヘッドランプに相当）を装備した。内装は「X」・「MODA」共通でワイド感を強調する水平基調のインストルメントパネルを採用し、「MODA」はオーディオクラスター、サイドレジスターリング、シート表皮などにマゼンタの専用アクセントカラーを施した。ボディカラーは「X」が12色、「MODA」が11色となり、「MODA」はブラックルーフとのツートーンカラーも7パターン設定された。
ボディサイズは2代目からほぼ据え置かれたが、ホイールベースが50mm延長されたことで前席と後席の間を75mm拡大。最小回転半径が先代よりも大きくなったものの、トレッドを拡大して前輪の切れ角を最適化したことにより4.6mとなっている。また、リアナンバープレートの位置が初代・2代目のバンパー上からバックドア上に変更となった。
エンジンは1KR-FE型を継続採用するが、吸気ポートのデュアルポート化、インジェクターのデュアル化、噴霧の微粒化により燃焼効率を向上し、高タンブル化やピストンの形状変更により圧縮比を12.5に向上。併せて、2代目は2WD車のみだったアイドリングストップ機構を4WD車にも拡大して装備したことで燃費を向上し、4WD車は平成32年度燃費基準を達成した（2WD車については2015年4月以降の2代目・後期型同様、「平成32年度燃費基準+10%」達成）。
安全装備も強化し、衝突警報機能（対車両・対歩行者）、衝突回避支援ブレーキ機能（対車両）、誤発進抑制制御機能（前方・後方）、車線逸脱警報機能、先行車発進お知らせ機能で構成された「スマートアシストII」をトヨタ車で初採用した。トヨタ車は本来、コンパクトカーのヴィッツなどに採用されている同様の安全装備は「Toyota Safety Sense C」の名称を用いているが、本車種はダイハツ車や、既にダイハツからOEM供給を受けている軽自動車のピクシス エポックやピクシス メガ、ピクシス ジョイなどと同じく、「スマートアシスト」の名称となる。2018年10月のマイナーチェンジで衝突回避支援ブレーキ機能が対歩行者にも対応し、オートハイビームを追加した「スマートアシストIII」に強化された。

### 年表
- 2016年（平成28年）4月12日 - フルモデルチェンジ[8]。キャッチフレーズは「軽じゃないK」で、CMキャラクターには当初、マツコ・デラックスが起用されていた。
  - グレード構成は「X（ブーン「X」相当）」と「MODA（同「CILQ」相当）」の2シリーズに刷新された。両シリーズ共通で、スマートアシストIIを装備した「S（同「SA II」相当）」、スマートアシストIIに加え、14インチアルミホイールやスーパーUVカット・IRカット機能付グリーンガラス（フロントドア）/スーパーUVカット機能付プライバシーガラス（リアドア）などを装備した「G package（同「Gパッケージ SA II」相当）」を設定するほか、「X」のみ、オート電動格納式リモコンドアミラー（ボディ同色）やキーフリーシステムなどを装備した「L package（同「Lパッケージ」相当）」及びスマートアシストII付の「L package・S（同「Lパッケージ SA II」相当）」も設定される。
- 2018年（平成30年）10月10日 - マイナーチェンジ[9]。キャッチフレーズは「オシャレパッソ」。
  - 「スマートアシストIII」への変更に加え、「X」を除く全車には、コーナーセンサーが新たに標準装備され、「パノラミックビュー対応ナビレディパッケージ（ブーンでの「パノラマモニター対応純正ナビ装着用アップグレードパック」に相当）」がメーカーオプション設定された。また、排出ガスと燃料消費率のWLTCモードによる走行に対応し、「平成30年排出ガス基準50%低減レベル（☆☆☆☆）」認定が取得された。
  - 「MODA」はフロントグリルが大開口デザインに、フォグランプベゼルがL字型にそれぞれ変更。また、「MODA"G package"」には、15インチアルミホイール、LEDイルミネーション（フォグランプベゼル）、合成皮革+ファブリックシート、本革巻シフトノブをセットにした「ドレスアップパッケージ」がメーカーオプションに設定された。「X」はフロントグリル上部にシルバー塗装のアクセントが配された。
  - ボディカラーは共通カラーの「ディープブルークリスタルマイカ（メーカーオプション）」と入れ替えで「MODA」専用色として「ブリリアントカッパークリスタルマイカ（メーカーオプション）」が追加され、「MODA」に設定の2トーンカラーにおいても同様に入れ替えられた。
  - グレード体系が一部変更され、「X"L package・S"」へ統合のため「X"L package"」が廃止され、「MODA」は従来の「MODA"S"」を統合したことで「スマートアシストIII」が標準装備された。なお、パッソと同日にマイナーチェンジされたブーンに設定の「STYLE」に相当するグレードはパッソでは設定されない。
- 2020年（令和2年）
  - 4月7日 - 特別仕様車「MODA"Charm（チャーム）"」が発売された[10]。
    - 「MODA」をベースに、シートにドレスアップ仕様の合成皮革+ファブリックを採用し、運転席シートヒーターを特別装備。さらに、パノラミックビュー対応ナビレディパッケージ（パノラミックビューモニター、ステアリングスイッチ(オーディオ操作)）とスーパーUVカットパッケージ（スーパーUVカット+IRカット機能付グリーンガラス(フロントドア)、スーパーUVカット機能付プライバシーガラス(リアドア)）も特別装備された。
    - ボディカラーはこれまでOEM元のブーンで「STYLE」専用色として設定されていた「ジューシーピンクメタリック」を特別設定色として設定するとともに、オプションのツートーンにも「ホワイト×ジューシーピンクメタリック」を設定し、モノトーン・ツートーン各5色ずつの全10色展開とした。

  - 5月1日 - 東京都を除く全ての地域での全車種併売化に伴い、トヨタ店、トヨペット店、ネッツトヨタ多摩・ネッツトヨタ東都を除くネッツ店での販売を開始。
- 2021年（令和3年）4月1日 - 一部改良を実施[11]。
  - グレード体系が一部変更され、「X"S"」を「X」に統合する形で廃止され、「X"L Package・S"」は2018年10月のマイナーチェンジに伴う廃止以来となる「X"L Package"」に戻された。
  - 「X」は「スマートアシストIII」とコンライトが標準装備され、リアドアとバックドアにUVガラス機能付プライバシーガラスを採用。「X"L Package"」はLEDヘッドランプが標準装備され、シルバー+ピアノブラック調加飾を施したオーディオクラスターとサイドレジスターリングが設定された。「MODA」にメーカーオプション設定されている15インチアルミホイールのデザインが変更された（2020年9月にマイナーチェンジしたルーミー“カスタムG-T”と同一の物）。
  - ボディカラーのラインナップが見直され、モノトーンは「レモンスカッシュクリスタルメタリック」、「ファインブルーマイカメタリック」、「マゼンタベリーマイカメタリック」、「ブリリアントカッパークリスタルマイカ（「MODA」専用色、メーカーオプション）[注 19]」の4色を廃止する替わりに、新色の「ターコイズブルーマイカメタリック[注 20]」を追加して9色（「MODA」は8色）に、「MODA」専用のツートーン（メーカーオプション）は「ブラックマイカメタリック×レモンスカッシュクリスタルメタリック」、「ブラックマイカメタリック×マゼンタベリーマイカメタリック」、「ブラックマイカメタリック×ブリリアントカッパークリスタルマイカ[注 19]」の3色を廃止して4色にそれぞれ整理された。
  - なお、今回の一部改良により、2WD車は「2030年度燃費基準75%達成」、4WD車は「同65%達成」となった[12]。
- 2023年（令和5年）
  - 4月10日 - 同年9月下旬をもって生産を終了することが発表された[13]。
  - 9月29日 - 生産終了。以後、流通在庫のみの販売となる。
  - 10月29日 - 流通在庫の新車の車両登録をすべて完了し、名実共に販売終了。同時にトヨタの公式ホームページへの掲載も終了した。後継車はなく、既存のヤリスの1.0Lモデル（KSP210）、およびルーミーに統合されることとなった。

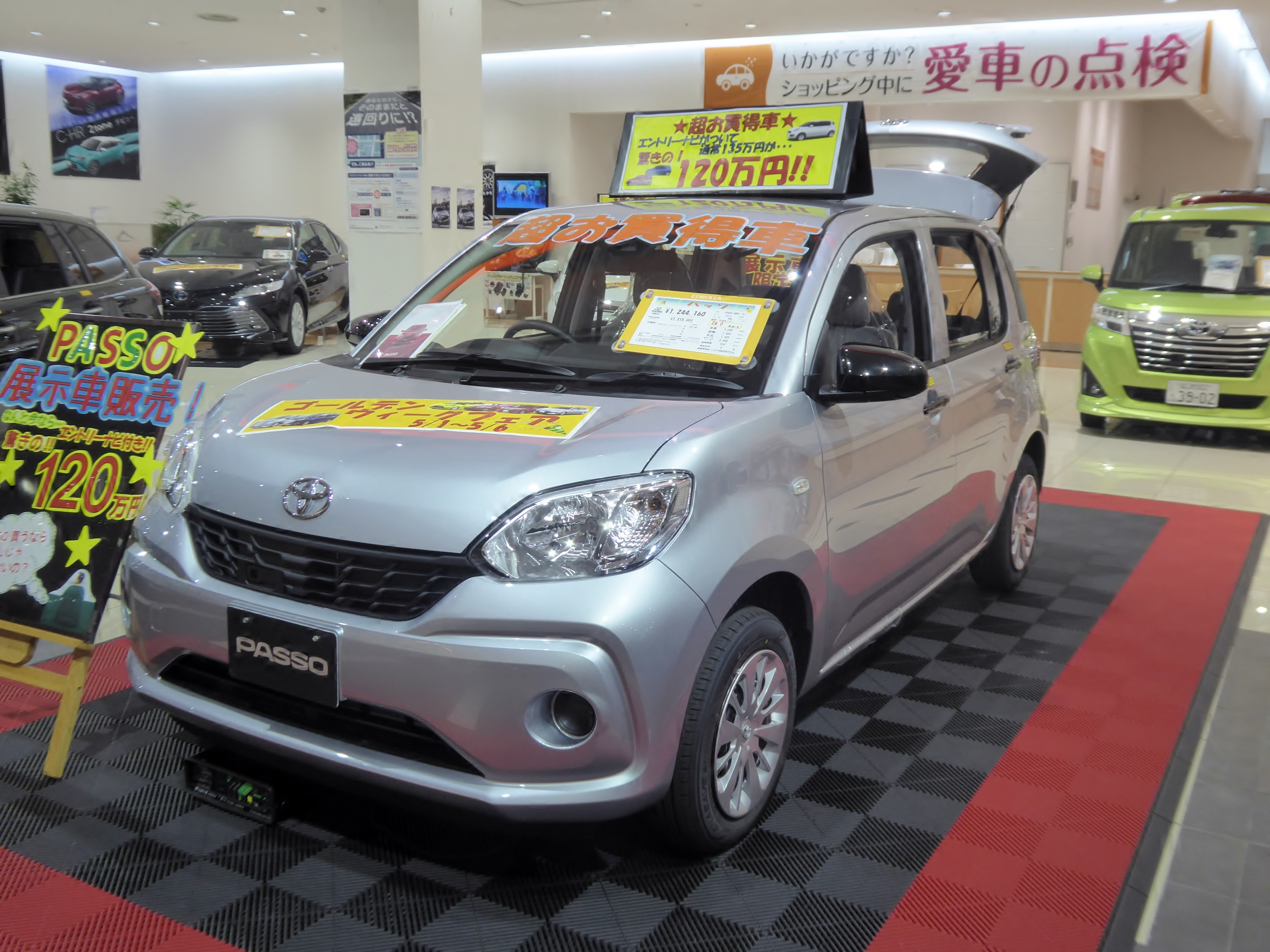
2016年4月販売型 X"L Package・S" フロント
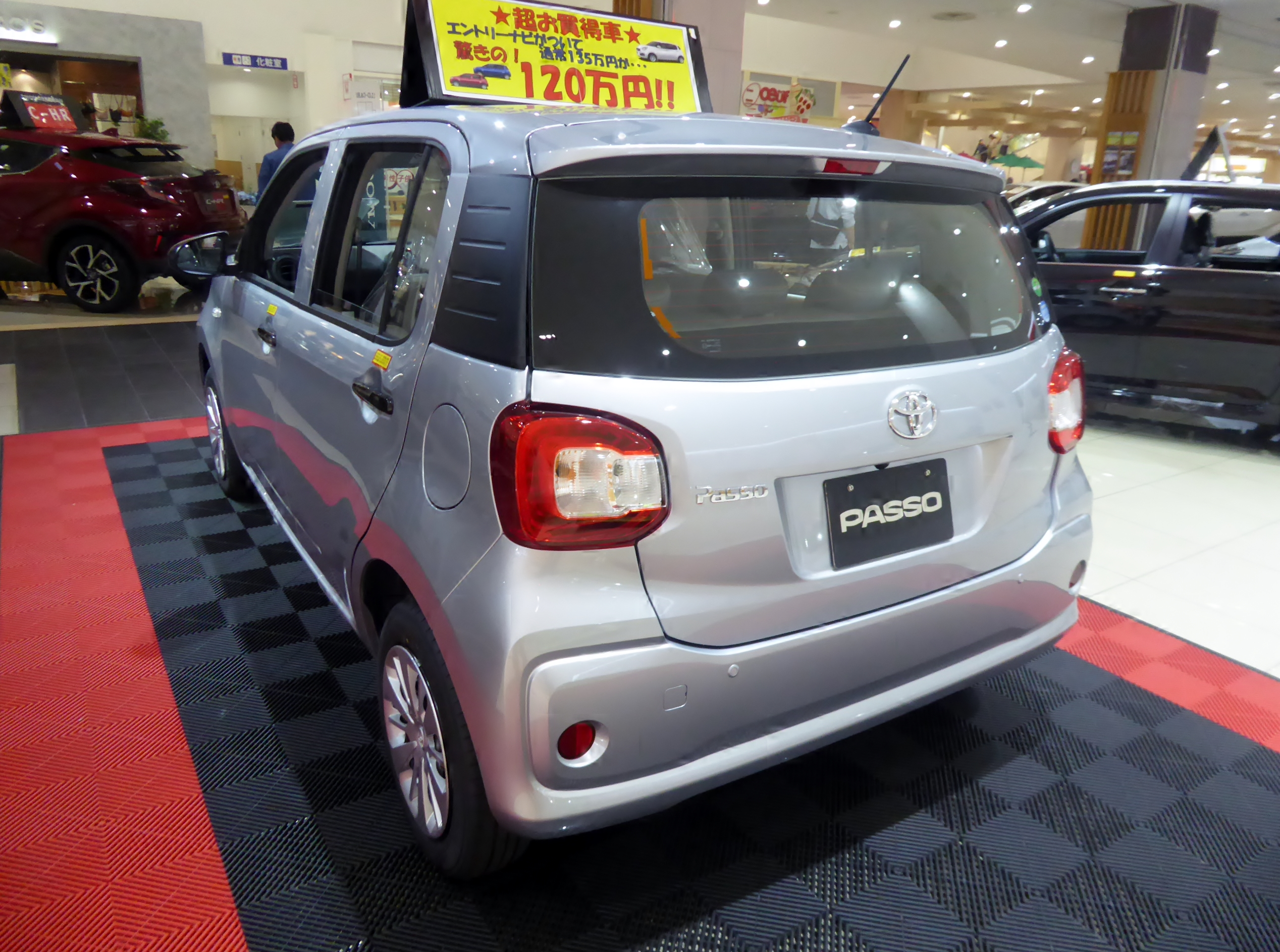
2016年4月販売型 X"L Package・S" リア
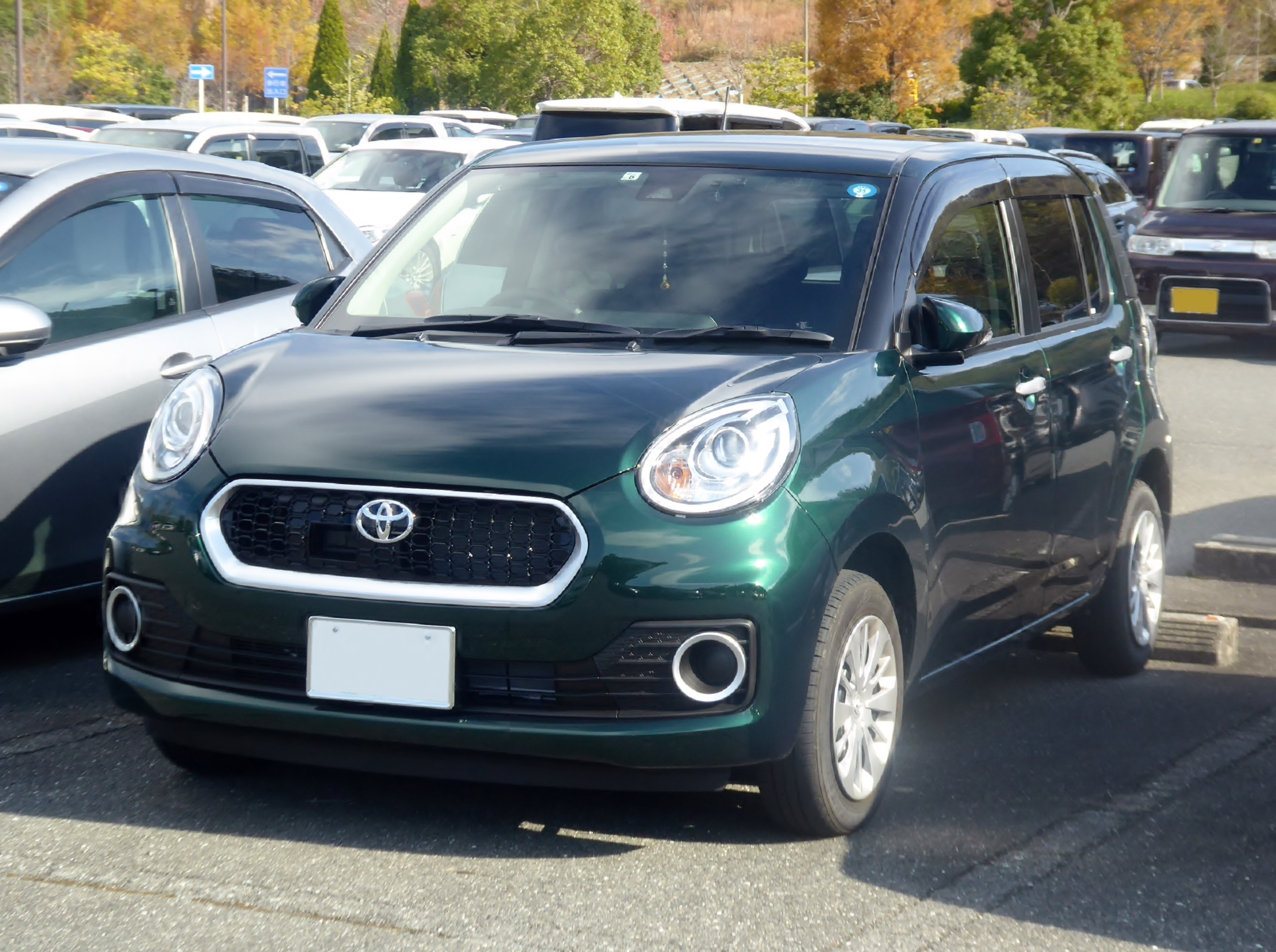
2016年4月販売型 MODA"S" 2WD フロント
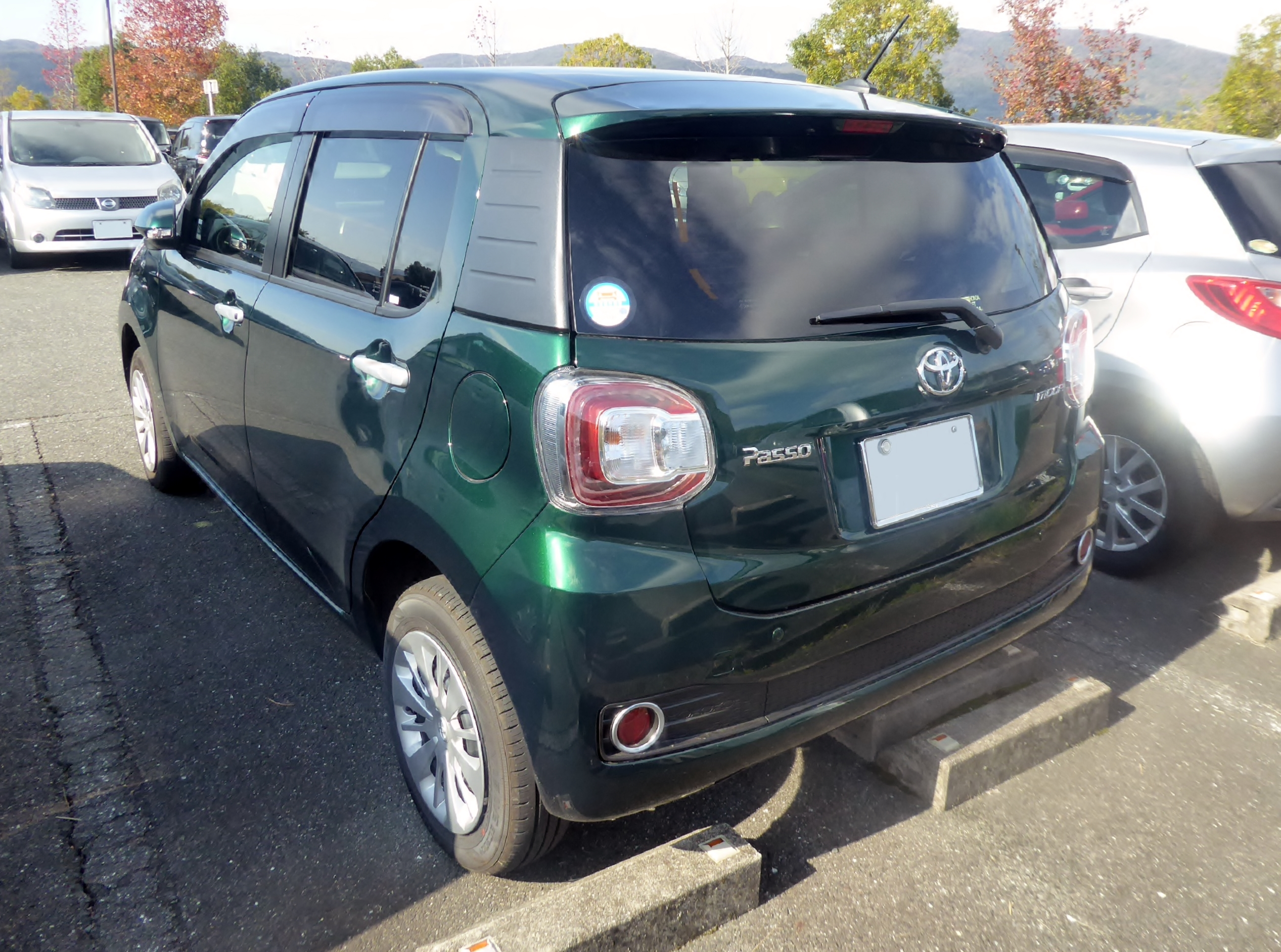
2016年4月販売型 MODA"S" 2WD リア
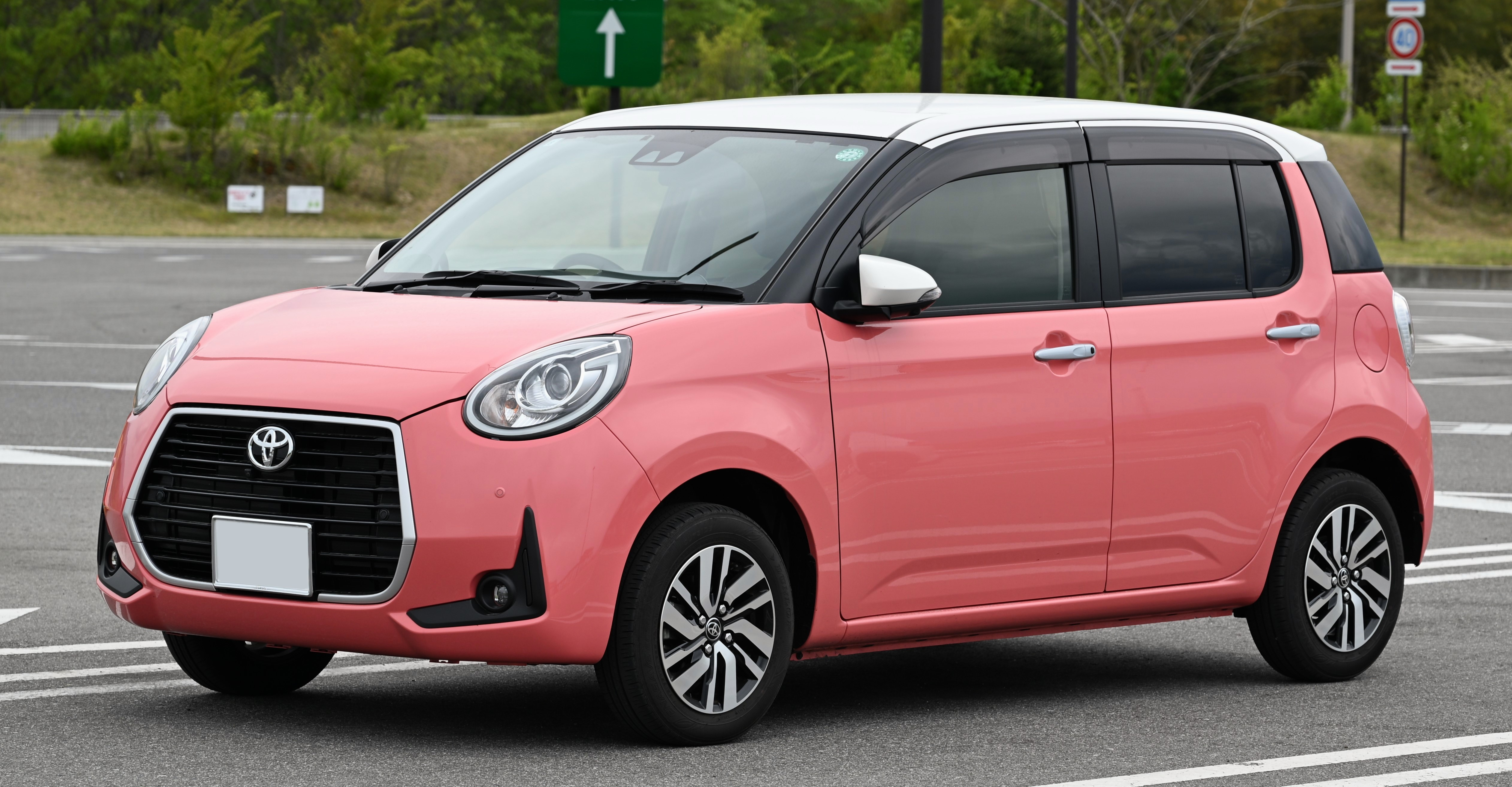
2018年10月販売型 MODA フロント
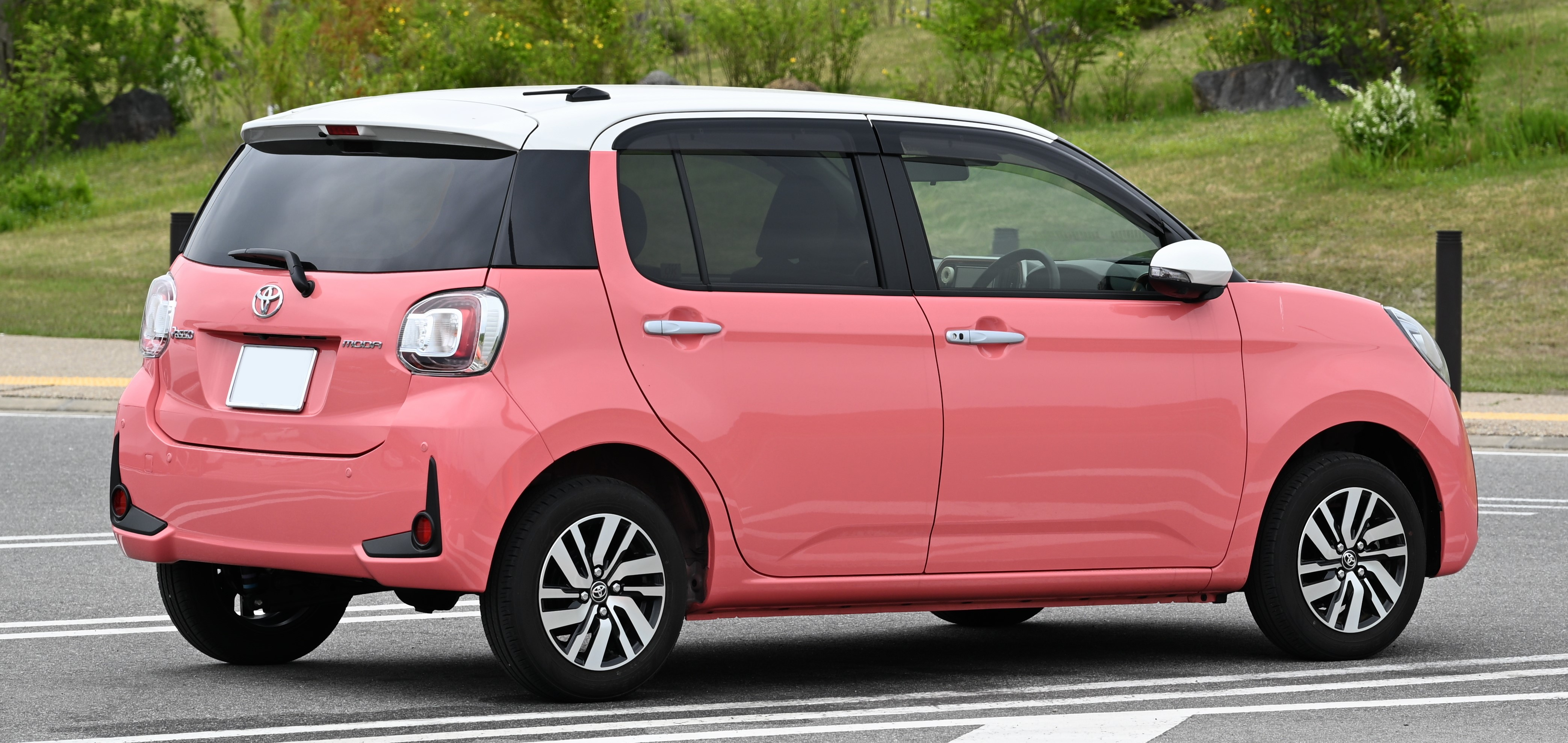
2018年10月販売型 MODA リア

## 2020年4月までの取扱い販売店
- トヨタカローラ店
  - 東京都では、以前はトヨタ東京カローラ、トヨタ西東京カローラで取扱っていたが、2019年4月1日の販売チャネル制度廃止に伴い、東京都内の全販売店（トヨタモビリティ東京、トヨタ西東京カローラ、ネッツ店系列のネッツトヨタ多摩とネッツトヨタ東都）で取り扱うようになった。

## 車名の由来
「ステップ、足音」という意味のイタリア語 passo から。気軽に乗れる、軽やかな車というイメージで名付けられた。